# Заходин, Марк Ефимович
Марк Ефимович Заходин (латыш. Marks Zahodins; 15 декабря 1956 — 6 марта 2016, Рига) — советский и латвийский футбольный тренер.

## Биография
В качестве футболиста выступал за команду КФК «РЭМЗ» (Рига) в чемпионате Латвийской ССР на позиции нападающего.
Тренерскую карьеру начал в молодом возрасте в команде РЭМЗ. Затем тренировал студенческую сборную Латвийской ССР, на её основе в конце 1980-х годов сформировал клуб, носивший названия «Пардаугава», «Даугава-СКИФ», «Форум», позже переименованный в «Сконто». В 1991 году привёл команду к победе в чемпионате Латвийской ССР, также стал финалистом Кубка республики.
В 1992 году под его руководством «Сконто» одержал победу в первом после восстановления независимости розыгрыше чемпионата Латвии, в «золотом матче» был обыгран клуб «РАФ». Кроме того, «Сконто» стал обладателем Кубка Латвии и провёл свои первые матчи в еврокубках. Однако по окончании сезона 1992 года Заходин уступил тренерский пост известному футболисту Александру Старкову и покинул клуб.
В дальнейшем работал с командами Елгавы и Вентспилса[уточнить].
В последние годы жизни жил в Израиле. Скончался в самолёте, летевшем из Израиля в Ригу.